# Brachyleptura rubrica
Brachyleptura rubrica es una especie de escarabajo longicornio del género Brachyleptura, tribu Lepturini, subfamilia Lepturinae. Fue descrita científicamente por Say en 1824.
Se distribuye por Canadá y los Estados Unidos. Mide aproximadamente 12-18 milímetros de longitud. El período de vuelo de esta especie ocurre entre marzo y septiembre.